# ويليام س. كونواي
ويليام س. كونواي (بالإنجليزية: William C. Conway)‏ هو طبيب نفسي أمريكي، ولد في 15 مايو 1865، وتوفي في 1969.